# Elisabet Carlota de Wittelsbach
Elisabet Carlota de Wittelsbach - Elisabeth Charlotte von der Pfalz (alemany) - (Neumarkt in der Oberpfalz, 19 de novembre de 1597 -Krosno Odrzańskie, 26 d'abril de 1660) fou una noble alemanya, filla de l'elector Frederic IV (1574-1610) i de la princesa d'Orange Lluïsa Juliana de Nassau (1576-1644). Va tenir una forta influència en el decantament de l'electorat de Brandenburg a favor de la causa protestant, en la Guerra dels Trenta Anys i en contra dels interessos de l'Imperi austríac. De fet el seu matrimoni ja va ser arranjat amb la intenció d'unir dues dinasties protestants, la dinastia dels Hohenzollern i la de Wittelsbach.

## Matrimoni i fills
El 24 de juliol de 1616 es va casar amb Jordi Guillem de Brandenburg (1595-1640), fill de Joan Segimon (1572-1622) i d'Anna de Prússia (1575-1625). El matrimoni va tenir quatre fills: 
- Lluïsa Carlota (1617-1676), casada amb Jacob Kettler (1610-1681), duc de Curlàndia.
- Frederic Guillem (1620-1688), casat primer amb la princesa Lluïsa Enriqueta de Nassau (1627-1667) i després amb Sofia Dorotea de Schleswig-Holstein-Sonderburg-Glücksburg (1636-1689).
- Hedwig Sofia (1623-1683), casada amb Guillem VI de Hessen-Kassel (1629-1663).
- Joan Segimon nascut i mort el 1624.